# 内藤信積
内藤 信積（ないとう のぶつみ、宝永元年（1704年） - 享保6年3月18日（1721年4月14日））は、江戸時代中期の越後国村上藩2代藩主・内藤信輝の長男。母は蜂須賀隆重の娘。三郎右衛門。
村上藩世子だった父・信輝の嫡子として生まれたが、享保6年（1721年）に夭折した。4年後の享保10年（1725年）、父が藩主に就任したものの間もなく死去し、弟の信興が跡を継いだ。